# Compsotata janmoullei
Compsotata janmoullei là một loài bướm đêm trong họ Noctuidae.